# Triaspis niedenzuiana
Triaspis niedenzuiana är en tvåhjärtbladig växtart som beskrevs av Adolf Engler. Triaspis niedenzuiana ingår i släktet Triaspis och familjen Malpighiaceae. Inga underarter finns listade i Catalogue of Life.